# 高砂ラムネ

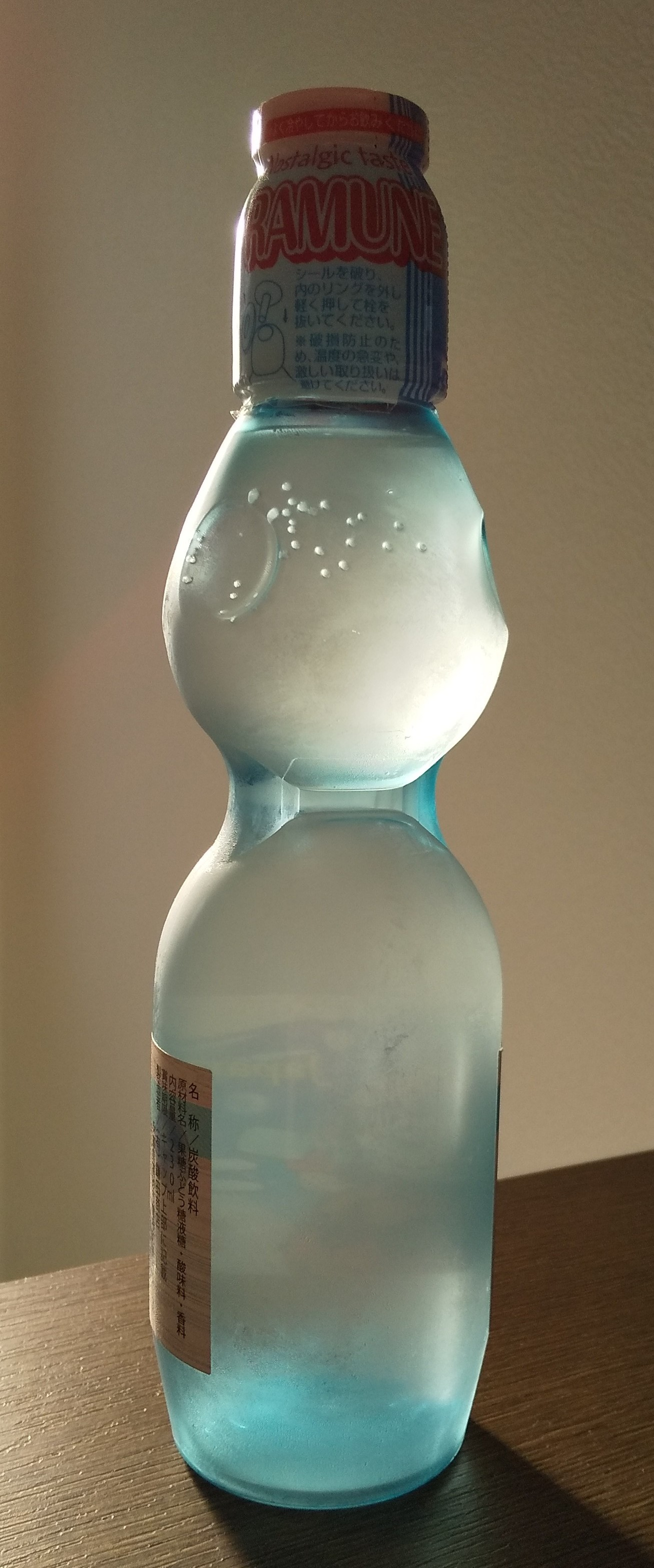
高砂ラムネ
（背面より）。

高砂ラムネ（たかさごラムネ）は、兵庫県高砂市で販売されているラムネ飲料、観光土産。高砂市のマスコットキャラクター「ぼっくりん」の描かれたラベルが巻いてあることがこの商品の特徴である。
有限会社鎌田商店が製造している。鎌田商店は同市曽根町において1897年（明治30年）、こんにゃく製造業としてスタートした。同店は、「夏場の主力商品」づくりを目指してラムネ製造を1952年（昭和27年）に開始しているが、2023年時点で兵庫県内において2軒しか残っていないラムネ製造業者の中の1軒である。
販売店として山陽電鉄高砂駅前の観光案内所「ちちり」や兵庫県歴史的景観形成地区内の「まちの観光会館 結いびん」（工楽松右衛門旧宅向かい）などがある。また、高砂市はふるさと納税の返礼品としても高砂ラムネを活用している。